# 宮崎京
宮崎 京（みやざき みやこ、1978年（昭和53年）2月25日 - ）は、日本のファッションモデル、舞台女優、ミス・ユニバース・ジャパン公式ウォーキングインストラクター。ワイケーエージェント所属。

## 略歴・人物
熊本県熊本市南区出身。1歳上の兄と4歳下の弟がいる。自衛官だった父の都合で小学校1年から4年まで沖縄県糸満市に移住していたが、5年生になる時に熊本に戻る。熊本県立第一高等学校を経て、熊本県立大学卒業。
大学2年の時、熊本パルコのファッションショーに出演したところを福岡のモデル事務所にスカウトされ、レッスンを受けるようになる。
2003年（平成15年）、『ミス・ユニバース・ジャパン』となり、同年7月にパナマの首都パナマシティで開催されたミス・ユニバース2003世界大会に日本代表として出場した。同大会では、日本人として15年ぶりに入賞（5位）した。
さらに、ウェブサイト 「Global Beauties.com」 では、世界中の「ミス」タイトル保持者のなかから「2003最もセクシーな女性」に選ばれた。
普通自動車免許、ピラティス指導資格、教員免許(中・高等学校英語科)の免許を取得している。

## 作品

### 書籍
- 京式（みやこしき）スーパーボディメイク（2011年11月23日発売、文藝春秋）

## 出演

### 舞台
- スポタニ vol.3「釣書バード」（2013年6月13日 - 16日、キンケロ・シアター）
- 2014シアターグリーンプロデュースNOMUZUプロジェクト第二回公演「どーしんぼの浜」（2014年6月17日‐22日、シアターグリーン BOX in BOX THEATER）
- IN EASY MOTION Vol.51「絡み合う正義」（2024年1月17日 - 24日、シアター711）[3]
- 野村宏伸芸能40周年記念公演「PLAY」（2024年9月18日 - 23日、「劇」小劇場）[4]

### テレビ出演
- 痛快TV スカッとジャパン（フジテレビ、2019年4月15日・「スカッとばあちゃん② ATMでの順番を待てない男」）
- マツコ会議（日本テレビ、2019年8月31日）
- 2015/3 EX「たけしのTV タックル」
- 2015/4 EX「たけしのTV タックル」
- 2015/5 CX「おじゃマップ」
- 2015/8 CX「マイバリューマイウェイ」
- 2019/5フジテレビ「スカッとジャパン」
- 2022/2フジテレビ「ミステリと言う勿れ」

### CM
- グリコ「パピコ」（2018年）
- アクサ生命「スマート・ケア レディース」（2018年）
- モデーア化粧品（2015年）